# Pentacisdodecaedro
In geometria solida il pentacisdodecaedro è uno dei tredici poliedri di Catalan, duale dell'icosaedro troncato. Può essere ottenuto incollando piramidi pentagonali su ognuna delle 12 facce del dodecaedro.
È un poliedro non regolare, le cui 60 facce sono identici triangoli isosceli aventi un lato che misura {\displaystyle {\begin{matrix}{{9-{\sqrt {5}}} \over 6}\end{matrix}}} volte gli altri due.

## Area e volume
L'area A ed il volume V di un pentacisdodecaedro i cui spigoli più corti hanno lunghezza a sono le seguenti:

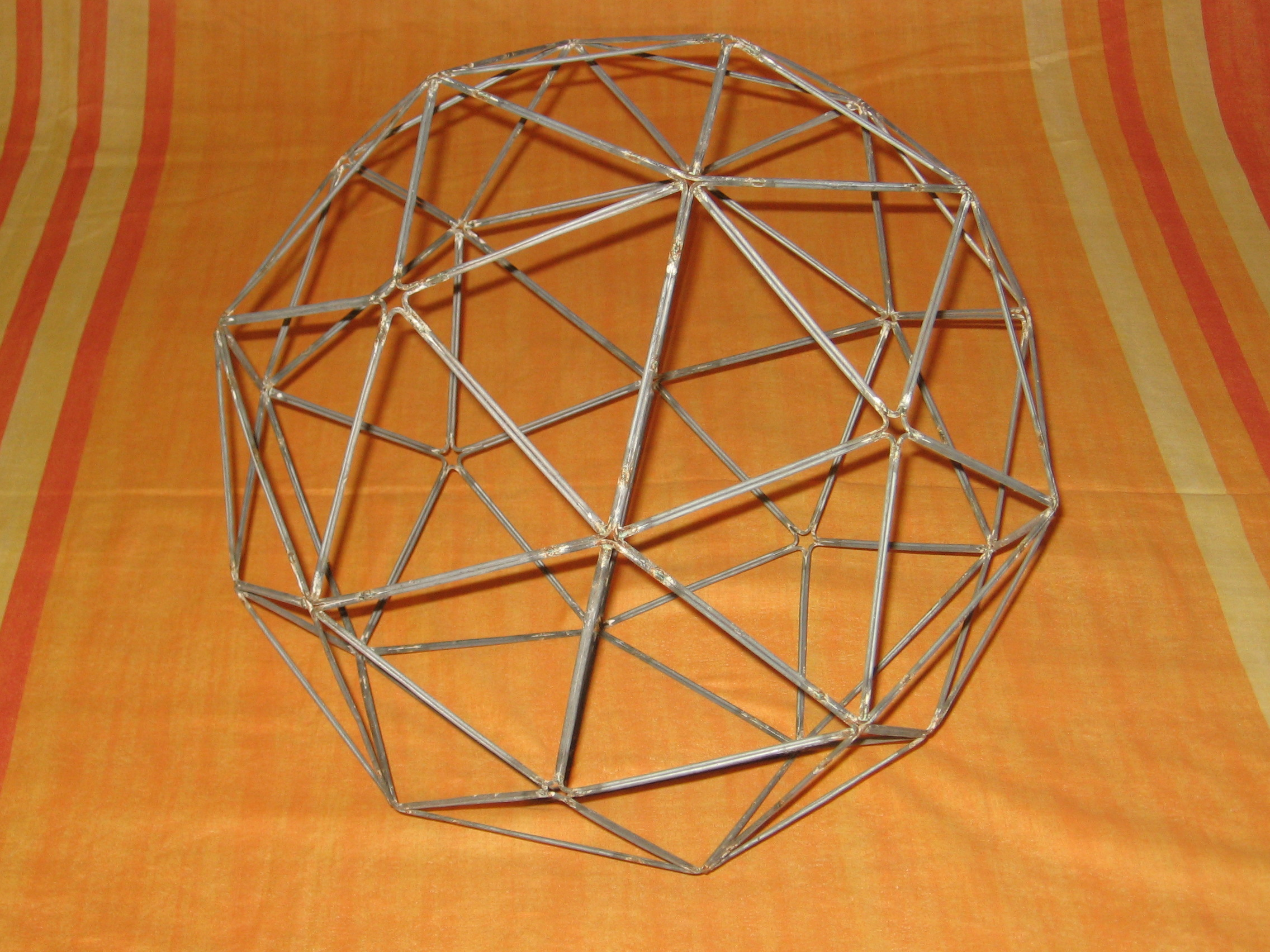
Lo scheletro del pentacisdodecaedro

{\displaystyle A={\begin{matrix}{5 \over 3}\end{matrix}}{\sqrt {{\begin{matrix}{1 \over 2}\end{matrix}}(421+63{\sqrt {5}})}}a^{2}}
{\displaystyle V={\begin{matrix}{5 \over 36}\end{matrix}}(41+25{\sqrt {5}})a^{3}}

## Dualità
Il poliedro duale del pentacisdodecaedro è l'icosaedro troncato, un poliedro archimedeo.

## Simmetrie
Il gruppo delle simmetrie del pentacisdodecaedro ha 120 elementi; il gruppo delle simmetrie che preservano l'orientamento è il gruppo icosaedrale {\displaystyle I\cong A_{5}}. Sono gli stessi gruppi di simmetria del dodecaedro, dell'icosaedro e dell'icosaedro troncato.

## Altri solidi
I 30 spigoli più lunghi del pentacisdodecaedro e i 20 vertici in cui essi concorrono, ovvero i vertici con valenza 6, sono spigoli e vertici di un dodecaedro. Gli altri 12 vertici del pentacisdodecaedro sono vertici di un icosaedro.